# Cammy Kerr
Cameron „Cammy“ Kerr (* 10. September 1995 in Dundee) ist ein schottischer Fußballspieler.

## Karriere
Cammy Kerr spielte bereits in seiner Kindheit beim FC Dundee. Nach der Zeit in der Jugend des Vereins, gelang ihm der Sprung in den Profikader. Sein Debüt in der Profimannschaft gab er am letzten Spieltag der Erstligasaison 2012/13 bei einer 0:1-Niederlage gegen Hibernian Edinburgh. Die Mannschaft stand dabei bereits als Absteiger in die 2. schottische Liga fest. In der folgenden Zweitligasaison gelang der direkte Wiederaufstieg. Kerr kam unter dem Trainer Paul Hartley im Saisonverlauf dreimal zum Einsatz. Im Zeitraum von November 2014 bis April 2015 und August bis Dezember 2015 wurde er jeweils an den schottischen Drittligisten FC Peterhead verliehen. Nach seiner Rückkehr nach Dundee konnte sich der Abwehrspieler ab Januar 2016 im Profikader etablieren. Er unterschrieb daraufhin im April 2016 einen neuen Zweijahresvertrag.
Im Januar 2024 wurde Kerr an den schottischen Zweitligisten Inverness Caledonian Thistle verliehen.
Im Juni 2025 wechselte Kerr zum FC Livingston.

## Erfolge
mit dem FC Dundee:
- Zweitligameister: 2014